# Georgi Gospodinov
Georgi Gospodinov (Jambol, 7 gennaio 1968) è uno scrittore e poeta bulgaro.
Formatosi e avviatosi sulla scena letteraria bulgara in qualità di poeta, Gospodinov si è successivamente affermato come scrittore postmoderno e sperimentale, a partire dall'inusuale esordio Romanzo naturale, subito tradotto in tutto il mondo e poi con romanzi come Fisica della malinconia e Cronorifugio, vincitore del Premio Strega europeo nel 2021 e dell'International Booker Prize nel 2023. Gospodinov è anche autore di racconti brevi e brevissimi. 

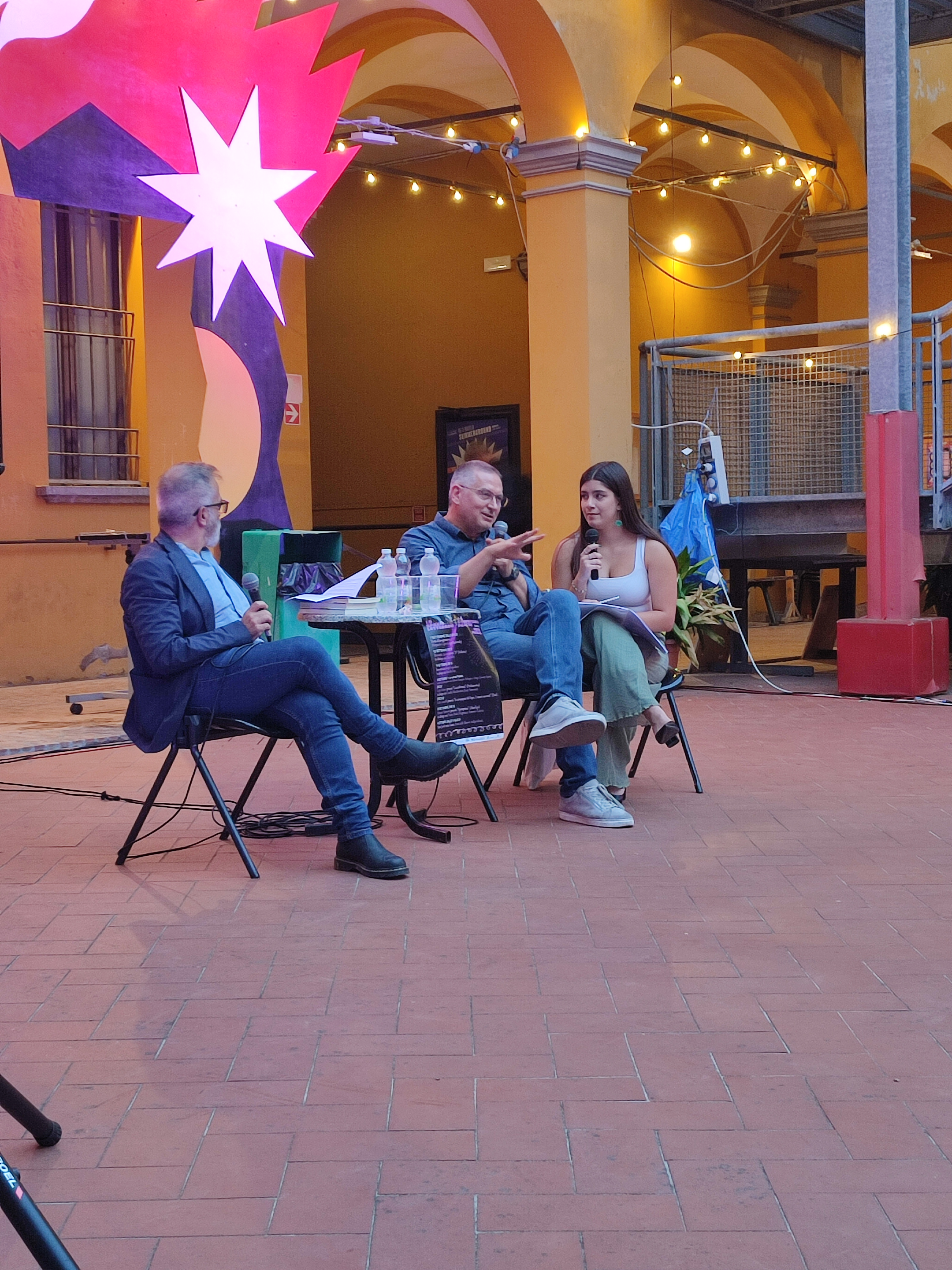
Georgi Gospodinov presenta Cronorifugio a Bologna nel 2023

## Opere tradotte in italiano
- Romanzo naturale, trad. di Daniela Di Sora e Irina Stoilova, Roma: Voland, 2007
- ... e altre storie, trad. di Giuseppe Dell'Agata, Roma: Voland, 2008
- Fisica della malinconia, a cura di Giuseppe Dell'Agata, Roma, Voland, 2013
- E tutto divenne luna, a cura di Giuseppe Dell'Agata, Roma, Voland, 2018
- Tutti i nostri corpi. Storie superbrevi, trad. di Giuseppe Dell'Agata, Roma, Voland, 2020
- Cronorifugio, trad. di Giuseppe Dell'Agata, Roma, Voland, 2021
- Il giardiniere e la morte, trad. di Giuseppe Dell'Agata, Roma, Voland, 2025

## Premi
- International Booker Prize, 2023
- Premio Strega Europeo, Roma, 2021
- Usedom Prize for European Literature, 2021
- Angelus Award, Polonia, 2019
- Jan Michalski Prize for Literature, Svizzera, 2016
- National Literary Award Bulgarian Novel of the Year, 2013